# Теодор, Ши
Ши Теодор (англ. Shea Theodore; 3 августа 1995, Лэнгли, Канада) — канадский хоккеист, защитник клуба НХЛ «Вегас Голден Найтс». Клубом «Анахайм Дакс», был выбран на драфте НХЛ 2013 года, под общим 26-м номером. Обладатель Кубка Стэнли 2023 года

## Карьера
В 2013 году был одним из фаворитов драфта НХЛ. В клубе WHL (Западная хоккейная лига) «Сиэтл Тандербёрдз», был капитаном команды.
24 сентября 2013 года подписал трёхлетний контракт новичка с клубом НХЛ «Анахайм Дакс», который выбрал его на драфте.
21 июня 2017 года новичок лиги «Вегас Голден Найтс», подписал с Теодором контракт.
24 сентября 2018 года продлил контракт с «рыцарями» на 7 лет, общая сумма которая составила 36,4 миллионов долларов.
13 июня 2023 года в 5-м матче финальной серии с «Флоридой Пантерз» Теодор оформил ассистентский хет-трик, а «Голден Найтс» выиграли матч со счётом 9:3 и завоевали первый в истории клуба Кубок Стэнли..
24 октября 2024 года подписал новый контракт с «рыцарями» на 7 лет, общая сумма которая составила 51,975 миллионов долларов

### Международная карьера
Выступал за юниорскую сборную Канады, а также молодёжную команду этой страны, где выигрывал золото с этими командами. В 2019 году был впервые вызван в национальную сборную, где выступал на чемпионате мира в Словакии и стал серебряным призёром этого турнира.

## Статистика
| Легенда | Легенда                    | Легенда | Легенда                   | Легенда | Легенда    |
| ------- | -------------------------- | ------- | ------------------------- | ------- | ---------- |
| И       | Количество проведённых игр | Штр     | Штрафное время            | +/−     | Плюс-минус |
| Г       | Голы                       | П       | Голевые передачи          | О       | Очки       |
| -       | Статистика неизвестна      | —       | Статистика не учитывалась |         |            |

## Достижения
• Участник матча Звёзд WHL (Восток)
• Чемпион мира в составе юниорской сборной
• Чемпион мира в составе молодёжной сборной
• Финалист Кубка Стэнли 2018 года в составе «Голден Найтс»
• Серебряный призёр чемпионата мира в составе национальной сборной (2019)